# ご当地体操
ご当地体操（ごとうちたいそう）とは、ある特定の地域でのみ行われている体操を意味する。健康づくりや生活習慣病の予防などを目的としたものが多く、また地域の特色を生かして考案されたものも多い。都道府県単位で行われるものを「県民体操（けんみんたいそう）」とも呼ぶ。

## 概要
日本には世界的にも珍しい「ラジオ体操」があることから体操は身近な運動の1つとなっており、戦後間もない時期に“元祖ご当地体操”とも言える「茨城県民体操」や「なのはな体操」などが作成され、それに続いて「道民体操（どさんこ体操）」や「すこやかリズム体操」などが作成された。2000年（平成12年）以降に各地の特性を踏まえた独自の体操が増加しているが、背景にはこの年に「健康日本21」策定されたことや、2002年（平成14年）に公布された健康増進法で自治体に健康づくりに向けた計画の策定・推進が求められたことに加え、民間でも健康ブームが高まったことで作成・普及が進んだものである。

## 調査・活動
健康・体力づくり事業財団では「ご当地体操」を『自治体主導で考案された体操、または普及している体操』と定義して2018年（平成30年）に調査を行い、全国の自治体1963件（都道府県47件、市区町村1916件）に調査票を送付して1584自治体から回答があり、都道府県47のうち37（78.7%）、回答のあった市区町村1584のうち631（41.1%）が「ご当地体操がある」と回答している。「ご当地体操」の実数は全国で775件であり、その内訳は都道府県が55件、市区町村が720件であった。
ChannelJでは、「日本健康応援サイト」を立ち上げ、ご当地健康体操の情報発信をしている。また、2018年10月から2021年10月まで、全国の800以上の自治体のご当地健康体操を独自調査し、「ご当地健康体操100選」を発表したり、2022年1月から「ご当地健康体操200選」の企画を行ったりしている。

## 各地の体操
都道府県単位で普及しているご当地体操、市区町村単位で普及しているご当地体操について以下の通り
| 名称                                             | 地域   | 作成年 | 出典                    |
| ------------------------------------------------ | ------ | ------ | ----------------------- |
| 道民体操（どさんこ体操）                         | 北海道 | 1978年 | [ 1 ]                   |
| 健康雪かき体操                                   | 青森県 | 2005年 | [ 1 ] [ 2 ] [ 7 ] [ 8 ] |
| やきとりじいさん体操                             | 福島県 | -      | [ 8 ]                   |
| 茨城県民体操                                     | 茨城県 | 1949年 | [ 1 ]                   |
| なのはな体操                                     | 千葉県 | 1953年 | [ 1 ] [ 7 ]             |
| ふくいイッチョライダンベル体操                   | 福井県 | -      | [ 7 ]                   |
| 県民体操デイ・バイ・デイしずおか（静岡県民体操） | 静岡県 | -      | [ 7 ]                   |
| ももっち体操                                     | 岡山県 | -      | [ 7 ]                   |
| 阿波踊り体操                                     | 徳島県 | 2006年 | [ 2 ] [ 7 ]             |
| 長崎県民体操 がんばらんば体操                    | 長崎県 | 2007年 | [ 9 ]                   |
| 宮崎健庁体操                                     | 宮崎県 | 2006年 | [ 1 ]                   |
| ミナモ体操                                       | 岐阜県 | 2012年 | [ 10 ] [ 11 ]           |

| 名称                         | 地域                 | 作成年 | 出典              |
| ---------------------------- | -------------------- | ------ | ----------------- |
| あばしり健康カニチョッ筋体操 | 北海道網走市         | 2007年 | [ 2 ] [ 8 ]       |
| はぴらん体操                 | 北海道室蘭市         | 2005年 | [ 1 ]             |
| 花笠ダンベル体操             | 山形県尾花沢市       | 1999年 | [ 1 ] [ 8 ]       |
| うしくかっぱつ体操           | 茨城県牛久市         | 2004年 | [ 1 ]             |
| はっぱっぱ体操               | 千葉県柏市柏の葉地区 | 2009年 | [ 8 ]             |
| アイディ体操                 | 東京都世田谷区       | 2005年 | [ 1 ]             |
| 北区さくら体操               | 東京都北区           | 2003年 | [ 1 ]             |
| くにたちオリジナル体操       | 東京都国立市         | 2005年 | [ 1 ]             |
| ロダン体操                   | 静岡県静岡市         | 2003年 | [ 1 ]             |
| 伊賀市忍にん体操             | 三重県伊賀市         | 2003年 | [ 1 ] [ 2 ] [ 8 ] |
| とんとん体操                 | 大阪府富田林市       | 2007年 | [ 8 ]             |
| 龍神温泉美人体操             | 和歌山県田辺市龍神村 | 2012年 | [ 2 ]             |
| あじの開き体操               | 長崎県諫早市         | 1996年 | [ 1 ]             |